# Parc national du Samour
Le parc national du Samour (en russe : Национальный парк «Самурский») est situé sur la côte ouest de la mer Caspienne, à l'extrémité orientale des montagnes du Grand Caucase au Daghestan, en Russie. Il est divisé en deux secteurs : une section de plaine inondable côtière sur le delta du fleuve Samour et un secteur montagneux qui comprend le mont Bazardüzü et le point extrême le plus méridional de la Russie. Le secteur côtier se distingue par le soutien d'une forêt de lianes tempérée-subtropicale. Le parc protège également les eaux côtières de la Caspienne. Le parc a été officiellement créé en 2019 et couvre 482 km²,.

## Topographie
Le secteur du delta de Samoura (10 134 km²) occupe la majeure partie du delta du fleuve Samour au sud-est du Daghestan, à la frontière avec l'Azerbaïdjan. Le terrain est plat, avec des bras de rivières changeants, des ruisseaux de source, des lacs côtiers, des lagons et des plages. Ce secteur comprend la forêt de lianes de Samur et une bande d'eau peu profonde au large de la mer Caspienne.
Le secteur montagneux de Chalbuzdag (38 139 km²) s'étend sur le versant nord du Caucase, formant les hauts plateaux de Bazardyuzi-Chalbuzdag. Les principaux sommets comprennent le mont Bazardüzü (4466 mètres), le mont Yuradag (4466 mètres), et le mont Shalbuzdag (4142 mètres). La frontière sud de ce secteur se trouve également à la frontière entre la Russie et l'Azerbaïdjan.

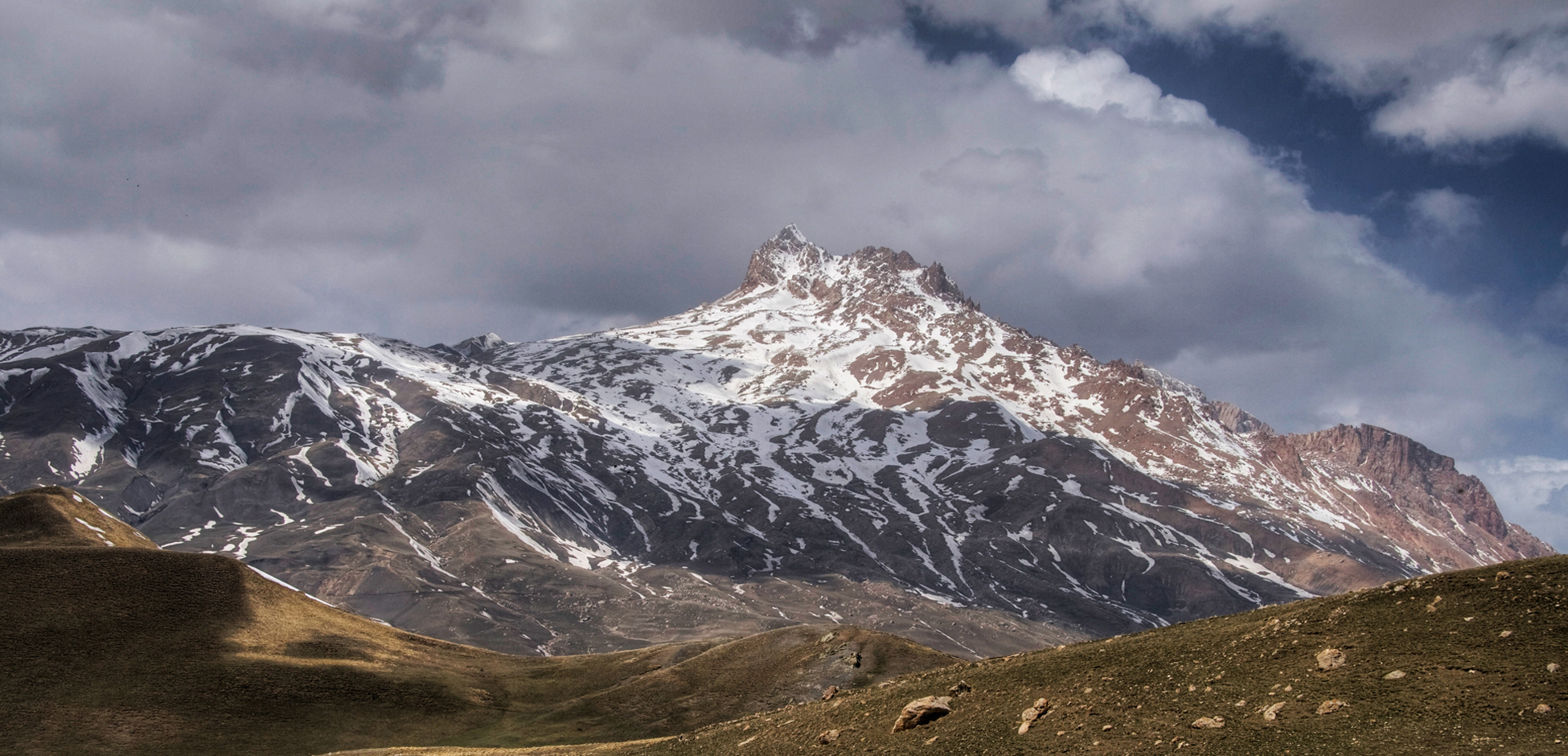
Mont Shalbuzdag, dans le secteur montagneux du parc

## Écorégion et climat
Le parc se trouve à l'extrémité orientale de l'écorégion des forêts mixtes du Caucase. En raison des différences de zones d'altitude, le secteur montagneux s'élève au-dessus de la zone forestière.
Le climat du secteur du delta du Samur est un climat continental humide, avec des étés chauds et humides (classification climatique de Köppen). Ce climat est caractérisé par de grands écarts de température saisonniers. Les précipitations sont relativement uniformes tout au long de l'année,. Les altitudes plus élevées du secteur montagneux sont plus froides.

## Plantes et animaux
Le secteur du delta du Samour protège les seules grandes forêts de lianes de Russie. Plus de 500 espèces de plantes vasculaires ont été identifiées dans le delta, soit plus de 1 000 espèces dans l'ensemble du parc. Les arbres forestiers dominants du delta sont le chêne pédonculé, le charme commun, le peuplier blanc, l'aulne et le saule blanc. Le delta du Samour est une zone d'hivernage importante pour la sauvagine et les oiseaux aquatiques. Plus de 300 espèces d'oiseaux ont été recensées dans le parc, dont 130 nichent dans la région. 38 % de toutes les espèces connues en Russie ont été recensées dans ce seul parc,.
Le secteur Shalbuzdag (montagneux) n'est pas boisé aux altitudes plus élevées, bien que la diversité des espèces soit globalement élevée en raison des différences d'altitude extrêmes. Immédiatement en dessous de 3 000 mètres, le paysage est constitué de prairies steppiques alpines et subalpines. Au-dessus de 3 000 mètres se trouvent des éboulis, des roches nues et des glaciers.

## Voir également
- Zones protégées de Russie